# Brandon Goodwin
Brandon Goodwin, född 2 oktober 1995, är en amerikansk basketspelare som spelar för Atlanta Hawks i National Basketball Association (NBA). 

## Karriär
Goodwin spelade collegebasket på University of Central Florida och Florida Gulf Coast University. Han gick odraftad i NBA:s draft 2018, men skrev den 4 september 2018 på för Memphis Grizzlies. Den 13 oktober 2018, dagen innan starten av säsongen 2018/2019, meddelade Memphis Grizzlies att Goodwin var en av tre spelare som fick lämna klubben. Han gick därefter till Memphis Hustle, vilket är Grizzlies samarbetsklubb i NBA G League. På nio matcher i Memphis Hustle snittade Goodwin 23,4 poäng, 5,3 returer, 4,0 assister och 1,67 bollstölder.
Den 29 november 2018 värvades Goodwin av Denver Nuggets. Den 10 december 2018 fick han lämna klubben utan att ha spelat någon match. Tre dagar senare meddelade Memphis Hustle att Goodwin återvände till klubben. Ytterligare tre dagar senare värvades han dock tillbaka till Denver Nuggets på ett tvåvägskontrakt.
Den 6 augusti 2019 värvades Goodwin av Atlanta Hawks på ett tvåvägskontrakt. Den 12 februari 2020 skrev han på ett nytt flerårskontrakt med Atlanta Hawks.